# Астрокосмічний центр ФІАН
Астрокосмічний центр Фізичного інституту Академії наук (рос. Астрокосмический центр Физического института Академии Наук, АКЦ ФИАН) — російський науково-дослідний центр у складі Фізичного інституту імені П. Н. Лебедєва підпорядкованого, в свою чергу, Російській академії наук. Центр проводить фундаментальні дослідження в галузі астрофізики та космології, зокрема, вивчаючи склад, структуру та еволюцію астрономічних об'єктів, міжзоряного та міжпланетного простору.

## Історія
Астрокосмічний центр ФІАН був утворений 3 травня 1990 року після переводу відділу № 3 Інституту космічних досліджень АН СРСР до складу Фізичного інституту АН ім. П. М. Лебедєва.
З 2001 року до 2015 року в оренді Астрокосмічного центру перебував 64-метровий параболічний рефлектор ТНА-1500 в Калязінській радіоастрономічній обсерваторії.

## Директори
- з 1990 року — Кардашов Микола Семенович — перший директор
- з 2019 року — Лихачов Сергій Федорович

## Структура

### Московське відділення
Московське відділення поділяється на вісім відділів, які проводять дослідження в різних галузях теоретичної астрофізики та розробки дослідницького обладнання:
- Відділ теоретичної астрофізики
- Відділ квантової астрофізики
- Відділ космічної радіоастрономії
- Відділ космічної електроніки
- Відділ обробки астрофізичних спостережень
- Відділ наземних приймально-передавальних комплексів
- Відділ космічних конструкцій
- Відділ проектування та координації робіт РТ-70

### Пущинська радіоастрономічна обсерваторія

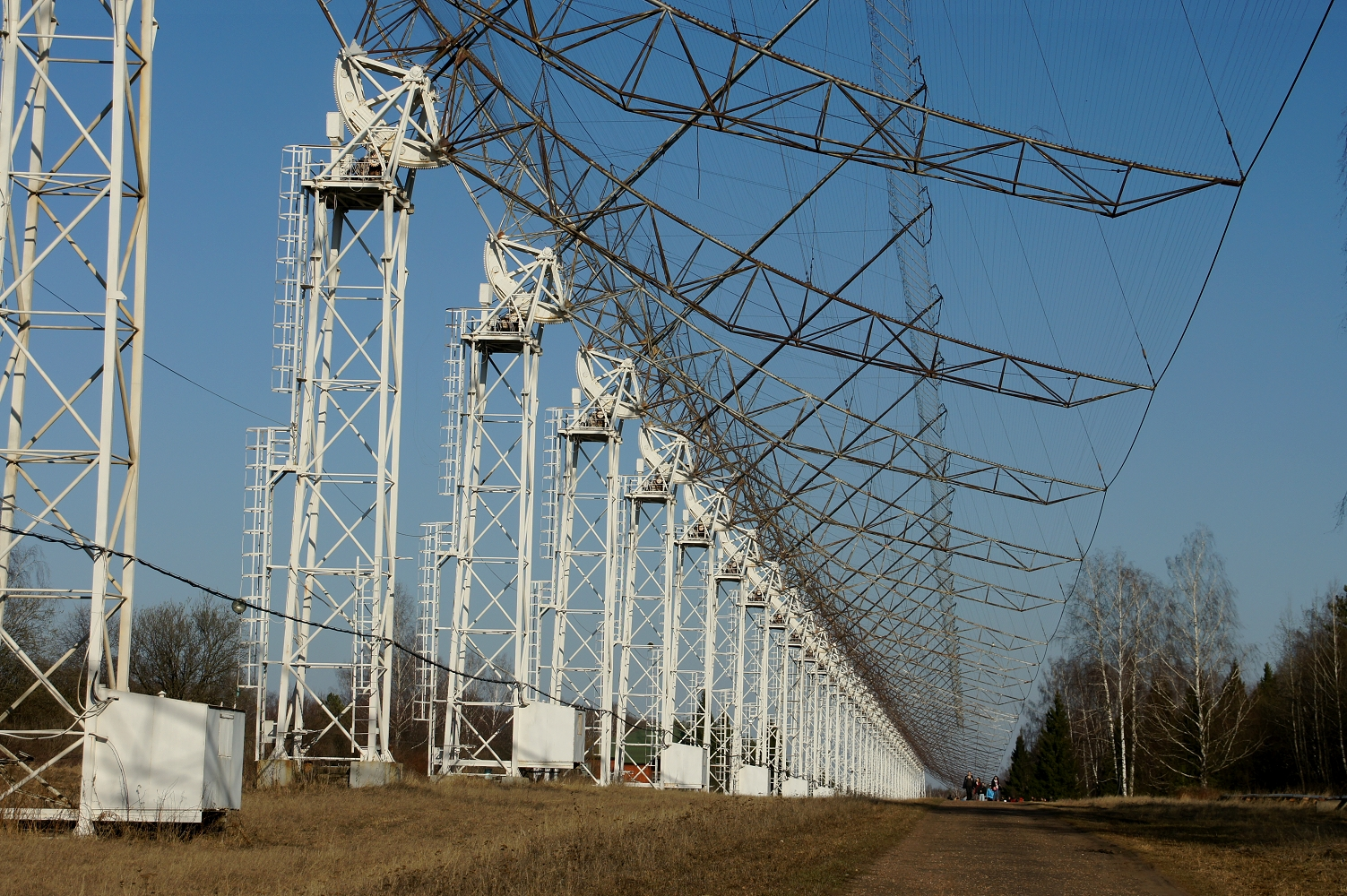
1000-метрова хрестоподібна антенна решітка ДКР-1000

Іншим підрозділом Астрокосмічного центру є Пущинська радіоастрономічна обсерваторія, розташовану поблизу Пущино. Вона має 22-метровий параболічний рефлектор РТ-22, 1000-метрову хрестоподібну антенну решітку ДКР-1000, плоску еквідистантну решітку БСА.
В обсерваторії працюють 45 дослідників, 60 інженерів та техніків, 80 співробітників адміністрації, гаража і служби охорони. Обсерваторія включає в себе відділи астрофізики плазми, позагалактичної радіоастрономії, фізики пульсарів, космічної радіоспектроскопії та астрометрії пульсарів, а такою лабораторії радіоастрономічного обладнання, автоматизації радіоастрономічних досліджень, обчислювальної техніки та інформаційних технологій, радіотелескопів метрового діапазону.

## Напрями досліджень
Астрокосмічний центр ФІАН створює нові наземні та космічні астрономічні інструменти для вивчення космосу в різних діапазонах електромагнітного спектру. Зокрема, він є координатором наземно-космічного радіоінтерферометра Радіоастрон. Він брав участь в розробці невдалої російської космічної місії «Марс-96» для дослідження верхньої атмосфери Марса та міжпланетного середовища.
Спостережні і теоретичні дослідження Астрокосмічного центру охоплюють такі теми, як дослідження космічних джерел радіовипромінювання методами інтерферометрії та апаратурного синтезу, радіовипромінювання позагалактичних джерел, радіоспектроскопія космосу, активні ядра галактик, пульсарна астрономія і фізичні процеси у магнітосферах нейтронних зір.